# 1re division de garde (armée impériale japonaise)
La 1re division de garde (近衛第1師団, Konoe Dai-ichi Shidan) de l'armée impériale japonaise est formée à partir de la brigade mixte de garde (en) en juin 1943 et un nouveau régiment de garde, le 6e, est ajouté, avec le 1er régiment de cavalerie de garde, le 1er régiment d'artillerie de garde, le 1er régiment de génie de garde, et le 1er régiment de transport de garde, ainsi que d'autres unités.
Elle est basée à Tokyo jusqu'à sa dissolution à la fin de la Seconde Guerre mondiale.